# Брястово (Хасковська область)
Бря́стово (болг. Брястово) — село в Хасковській області Болгарії. Входить до складу общини Мінеральні Бані.

## Населення
За даними перепису населення 2011 року у селі проживали 187 осіб.
Національний склад населення села:
| Національність   | Кількість осіб | Відсоток |
| ---------------- | -------------- | -------- |
| болгари          | 163            | 94,2%    |
| цигани           | 8              | 4,6%     |
| Всього відповіли | 173            |          |

Розподіл населення за віком у 2011 році:
Динаміка населення: